# Sargocentron iota
Sargocentron iota är en fiskart som beskrevs av Randall, 1998. Sargocentron iota ingår i släktet Sargocentron och familjen Holocentridae. Inga underarter finns listade i Catalogue of Life.